# Dolní Černilov
Dolní Černilov är en ort i Tjeckien.   Den ligger i regionen Hradec Králové, i den centrala delen av landet, 110 km öster om huvudstaden Prag. Dolní Černilov ligger 258 meter över havet och antalet invånare är 2 255.
Terrängen runt Dolní Černilov är platt. Runt Dolní Černilov är det ganska glesbefolkat, med 42 invånare per kvadratkilometer. Närmaste större samhälle är Hradec Králové, 10,8 km sydväst om Dolní Černilov. Trakten runt Dolní Černilov består till största delen av jordbruksmark.